# Альч
Альч — река на полуострове Камчатка. Протекает по территории Тигильского района Камчатского края России.
Длина реки — 51 км, площадь бассейна 284 км². Берёт исток у северного подножия одноимённой сопки, протекает в меридиональном направлении, в низовье по заболоченной местности, до впадения в реку Хайрюзова слева.
Гидроним имеет ительменское происхождение, однако его точное значение не установлено.

## Притоки
Объекты перечислены по порядку от устья к истоку (км от устья: ← левый приток | → правый приток | — объект на реке):
- (? км): ← Тайный
- (? км): ← Лисий[4]
- 16 км: ← Ильч
- 32 км: ← Шикша[5]
- 41 км: река без названия

По данным государственного водного реестра России относится к Анадыро-Колымскому бассейновому округу.